# Ruder-Europameisterschaften 2010
Die Ruder-Europameisterschaften 2010 fanden vom 10. bis 12. September 2010 in Montemor-o-Velho (Portugal) statt.

## Ergebnisse

### Männer
| Bootsklasse                                  | Gold | Gold    | Silber | Silber  | Bronze | Bronze  |
| -------------------------------------------- | --- | ------- | --- | ------- | --- | ------- |
| Einer (M1x)                                  | Tschechien Ondřej Synek | 6:47,96 | Schweden Lassi Karonen | 6:50,76 | Deutschland Karl Schulze | 6:52,49 |
| Doppelzweier (M2x)                           | Frankreich Cédric Berrest Julien Bahain | 6:12,12 | Estland Allar Raja Kaspar Taimsoo | 6:12,90 | Tschechien Petr Vitásek David Jirka | 6:13,57 |
| Doppelvierer (M4x)                           | Polen Konrad Wasielewski Marek Kolbowicz Michał Jeliński Adam Korol                                                                                         | 5:53,04 | Kroatien David Šain Martin Sinković Damir Martin Valent Sinković                                                                                      | 5:54,05 | Ukraine Wolodymyr Pawlowskyj Serhij Hryn Serhij Bilouschtschenko Iwan Dowhodko                                                                                  | 5:54,36 |
| Zweier mit Steuermann (M2+)                  | Belarus Wadsim Ljalin Alexander Kosubowski Piotr Piatrynich                                                                                                 | 7:45,50 | Italien Simone Ponti Mario Palmisano Andrea Lenzi | 7:48,79 | Tschechien Jakub Houska Jakub Makovička Oldřich Hejdušek | 7:53,44 |
| Zweier ohne Steuermann (M2-)                 | Griechenland Georgios Tziallas Ioannis Christou | 6:30,34 | Italien Lorenzo Carboncini Niccolò Mornati | 6:33,35 | Serbien Marko Marjanović Nikola Stojić | 6:36,85 |
| Vierer ohne Steuermann (M4-)                 | Deutschland René Bertram Jochen Urban Urs Käufer Florian Eichner                                                                                            | 5:52,54 | Griechenland Stergios Papachristos Giannis Tsilis Nikolaos Gountoulas Apostolos Gountoulas                                                            | 5:54,08 | Tschechien Jan Gruber Milan Doleček Milan Bruncvík Michal Horváth                                                                                               | 5:54,09 |
| Achter (M8+)                                 | Deutschland Gregor Hauffe Maximilian Reinelt Kristof Wilke Florian Mennigen Richard Schmidt Lukas Müller Toni Seifert Sebastian Schmidt Martin Sauer        | 5:51,94 | Polen Rafał Hejmej Jarosław Godek Piotr Hojka Krystian Aranowski Michał Szpakowski Marcin Brzeziński Piotr Juszczak Mikołaj Burda Daniel Trojanowski  | 5:54,22 | Ukraine Andrij Pryweda Wiktor Hrebennykow Anton Choljasnykow Dmytro Prokopenko Oleh Lykow Walentin Klezkoi Andrej Schpak Serhij Tschykanow Olexander Konowaljuk | 5:57,82 |
| Leichtgewichts-Einer (LM1x)                  | Italien Marcello Miani | 7:45,41 | Niederlande Jaap Schouten | 7:49,18 | Slowakei Lukáš Babač | 7:51,45 |
| Leichtgewichts-Doppelzweier (LM2x)           | Deutschland Linus Lichtschlag Lars Hartig | 6:21,46 | Portugal Pedro Fraga Nuno Mendes | 6:22,50 | Frankreich Jérémie Azou Rémi Di Girolamo | 6:23,99 |
| Leichtgewichts-Doppelvierer (LM4x)           | Italien Franco Sancassani Pietro Ruta Fabrizio Gabriele Stefano Basalini                                                                                    | 6:19,06 | Dänemark Steffen Jensen Martin Batenburg Christian Nielsen Hans Christian Sørensen                                                                    | 6:20,85 | Frankreich Pierre-Étienne Pollez Stany Delayre Alexandre Pilat Frédéric Dufour                                                                                  | 6:27,79 |
| Leichtgewichts-Zweier ohne Steuermann (LM2-) | Frankreich Fabien Tilliet Jean-Christophe Bette | 7:12,99 | Niederlande Joris Pijs Paul Drewes | 7:21,39 | Spanien Andreu Castella Ruben Álvarez | 7:22,87 |
| Leichtgewichts-Vierer (LM4-)                 | Deutschland Bastian Seibt Jost Schömann-Finck Jochen Kühner Martin Kühner                                                                                   | 5:54,78 | Polen Łukasz Pawłowski Łukasz Siemion Miłosz Bernatajtys Paweł Rańda                                                                                  | 5:56,58 | Schweiz Simon Schürch Lucas Tramèr Simon Niepmann Mario Gyr | 5:58,29 |
| Leichtgewichts-Achter (LM8+)                 | Italien Luigi Scala Davide Riccardi Luca De Maria Armando Dell’Aquila Emiliano Ceccatelli Gennaro Gallo Livio La Padula Bruno Mascarenhas Vincenzo Di Palma | 6:08,64 | Dänemark Anders Hansen Lasse Dittmann Sophus Johannesen Jens Nielsen Daniel Zielinski Thorbjørn Patscheider Jacob Barsøe Martin Kristensen Emil Blach | 6:09,24 | Portugal João Gabriel Manuel Ferreira Octavio Barbosa João Rodrigues Pedro Vitor Jorge Correia Carvalho João Costa Amorim Ricardo Carraco Rui Torres            | 6:25,66 |

### Frauen
| Bootsklasse                        | Gold | Gold    | Silber | Silber  | Bronze | Bronze  |
| ---------------------------------- | --- | ------- | --- | ------- | --- | ------- |
| Einer (W1x)                        | Belarus Kazjaryna Karsten | 7:24,63 | Tschechien Mirka Knapková | 7:25,90 | Schweden Frida Svensson | 7:27,47 |
| Doppelzweier (W2x)                 | Deutschland Annekatrin Thiele Stephanie Schiller | 6:49,87 | Polen Magdalena Fularczyk Julia Michalska | 6:51,86 | Italien Laura Schiavone Elisabetta Sancassani | 6:53,39 |
| Doppelvierer (W4x)                 | Ukraine Kateryna Tarassenko Olena Burjak Anastassija Koschenkowa Jana Dementjewa                                                                        | 6:22,22 | Deutschland Britta Oppelt Carina Bär Tina Manker Julia Richter | 6:24,42 | Schweiz Regina Naunheim Nora Fiechter Katja Hauser Martina Ernst                                                                                   | 6:28,69 |
| Zweier ohne Steuerfrau (W2-)       | Rumänien Camelia Lupașcu Nicoleta Albu | 7:22,89 | Deutschland Kerstin Hartmann Marlene Sinnig | 7:25,25 | Kroatien Sonja Keserac Maja Anic | 7:27,62 |
| Vierer ohne Steuerfrau (W4-)       | Belarus Hanna Haura Natallja Helach Natallja Haurjlenka Sinaida Kljutschinskaja                                                                         | 7:28,81 | Italien Samanta Molina Gioia Sacco Claudia Wurzel Valentina Calabrese                                                                                                | 7:35,44 | Nur zwei Mannschaften am Start | –       |
| Achter (W8+)                       | Rumänien Roxana Cogianu Ionelia Zaharia Maria Bursuc Ioana Crăciun Adelina Cojocariu Nicoleta Albu Camelia Lupașcu Enikő Mironcic Talida-Teodora Gîdoiu | 6:36,45 | Niederlande Kirsten Wielaard Claudia Belderbos Roline Repelaer van Driel Sytske de Groot Chantal Achterberg Nienke Kingma Carline Bouw Femke Dekker Anne Schellekens | 6:39,35 | Deutschland Eva Paus Anika Kniest Constanze Siering Silke Günther Kathrin Thiem Ulrike Sennewald Nina Wengert Anna-Maria Kipphardt Laura Schwensen | 6:41,51 |
| Leichtgewichts-Einer (LW1x)        | Deutschland Marie-Louise Dräger | 8:39,47 | Österreich Michaela Taupe-Traer | 8:46,15 | Italien Laura Milani | 8:53,30 |
| Leichtgewichts-Doppelzweier (LW2x) | Griechenland Christina Giazitzidou Alexandra Tsiavou | 6:58,18 | Polen Magdalena Kemnitz Agnieszka Renc | 7:06,16 | Deutschland Daniela Reimer Anja Noske | 7:08,29 |
| Leichtgewichts-Doppelvierer (LW4x) | Italien Enrica Marasca Giulia Pollini Eleonora Trivella Erika Bello                                                                                     | 7:15,18 | Dänemark Christina Pultz Marie Gottlieb Mia Espersen Sarah Christensen                                                                                               | 7:21,07 | Nur zwei Mannschaften am Start | –       |

## Medaillenspiegel
| Platz | Land         | Gold | Silber | Bronze | Gesamt |
| ----- | ------------ | ---- | ------ | ------ | ------ |
| 1     | Deutschland  | 6    | 2      | 3      | 11     |
| 2     | Italien      | 4    | 3      | 2      | 8      |
| 3     | Belarus      | 3    |        |        | 3      |
| 4     | Griechenland | 2    | 1      |        | 3      |
| 5     | Frankreich   | 2    |        | 2      | 4      |
| 6     | Rumänien     | 2    |        | 1      | 2      |
| 7     | Polen        | 1    | 4      |        | 5      |
| 8     | Tschechien   | 1    | 1      | 3      | 5      |
| 9     | Ukraine      | 1    |        | 2      | 3      |
| 10    | Dänemark     |      | 3      |        | 3      |
| 10    | Niederlande  |      | 3      |        | 3      |
| 12    | Kroatien     |      | 1      | 1      | 2      |
| 12    | Estland      |      | 1      | 1      | 2      |
| 12    | Portugal     |      | 1      | 1      | 2      |
| 15    | Österreich   |      | 1      |        | 1      |
| 15    | Schweden     |      | 1      |        | 1      |
| 17    | Serbien      |      |        | 1      | 1      |
| 17    | Schweiz      |      |        | 1      | 1      |
| 17    | Slowakei     |      |        | 1      | 1      |
| 17    | Spanien      |      |        | 1      | 1      |
| Summe | Summe        | 22   | 22     | 20     | 64     |